# Soóky László
Soóky László vagy Soóky G. László, született Gál László (Búcs, 1952. február 24. – 2020. február 15.) szlovákiai magyar költő, író, drámaíró, publicista, Gál Sándor költő és publicista öccse.

## Életútja
Komáromban érettségizett, ezt követően volt traktorista, vasöntödei munkás, bányász, rakodómunkás, állattenyésztő, mígnem 1977-ben Marcelházán lett népművelő. Később a szombathelyi főiskolán szerzett népművelés-könyvtár szakos diplomát, majd 1990-től a Reflex című lap szerkesztője lett. Ugyanebben az évben választották meg Marcelháza polgármesterének. 1994-től a komáromi színház dramaturgjaként dolgozott, később az Új Szó és a Vasárnap munkatársaként publikált.
Soóky László irodalmi pályafutása a hetvenes évek közepén indult, művei megjelentek a Megközelítés című, 1980-ban napvilágot látott antológiában.
Első könyve a D.I. vándorlása című verskötet volt, amely 1982-ben jelent meg. Ezt követően több gyermekeknek szánt művet írt, az egyik legismertebb közülük a Tarisznyás meséi (1983).
Önfeladó színház(ak) – Színházkritikák, tanulmányok című, 2017-es könyvében a Komáromi Jókai Színház és kassai Thália Színház öt évadát vette górcső alá, elemezte a színházkultúránkat meghatározó jelenségeket. 2016-ban jelent meg A kóklerek forradalmai, mely öt drámát tartalmaz. A Nap Kiadó gondozásában 2018-ban jött ki Meg a Sátán, meg én címmel Soóky második drámakötete, mely öt monodrámát, egy huncut tragédiát és három abszurdot tartalmaz.

## Művei
- D. I. vándorlása; Madách–Szépirodalmi, Bratislava–Bp., 1982 (Főnix füzetek)
- Pillanatfelvételek; Madách–Szépirodalmi, Bratislava–Bp., 1986
- Perverz ütközetek; Madách–Szépirodalmi, Bratislava–Bp., 1989
- A dzsungel törvényei; Nap, Dunaszerdahely, 1994
- ABC; Lilium Aurum, Dunaszerdahely, 1995
- Gergő vitéz Lápországban. Mesefüzér; Madách-Posonium, Bratislava, 1999
- Egyszeregy; Nap, Dunaszerdahely, 2001
- A kóklerek forradalmai. Öt dráma; Media Nova M–Nap, Dunaszerdahely, 2016
- Önfeladó színház(ak). Színházkritikák, tanulmányok; Media Nova M–Nap, Dunaszerdahely, 2017